# Sân vận động Nelson Mandela
Sân vận động Nelson Mandela là một sân vận động có sức chứa 40.784 chỗ ngồi hiện đang được xây dựng tại Baraki, ngoại ô Algiers, Algérie. Sân sẽ được mở cửa vào năm 2017 và giá trị của công trình xây dựng của sân vận động khoảng 280 triệu euro. Đây sẽ là sân vận động đầu tiên ở Algeria, nơi các tiêu chuẩn của FIFA có thể tổ chức tất cả các trận đấu do FIFA tổ chức bao gồm World Cup và sân vận động thứ hai được bao phủ hoàn toàn ở Algeria sau sân vận động Abdelkader Fréha mới, sân vận động dự kiến sẽ đặc biệt cho đội tuyển bóng đá quốc gia Algérie trong quá trình mở rộng Sân vận động 5 tháng 7 hoạt động từ năm 2018–2022, và cả các câu lạc bộ của Algiers, đặc biệt là CR Belouizdad.

## Sân vận động

### Xây dựng

Thiết kế

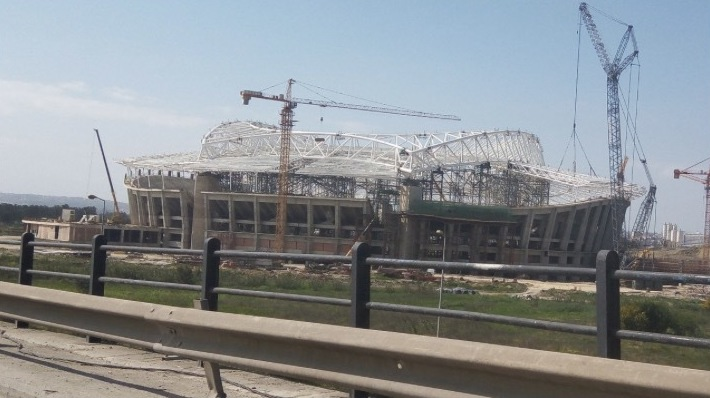
Xây dựng sân vận động Abdelhamid Kermali, nhìn về hướng đông, 24 tháng 3 năm 2017

Công trình bắt đầu vào năm 2010 bởi công ty Trung Quốc Tập đoàn Kỹ thuật Đường sắt Trung Quốc. Sân vận động Baraki với sức chứa 40.784 khán giả, ban đầu sân vận động được lên kế hoạch có sức chứa 60.000 chỗ ngồi nhưng đã giảm xuống còn 40.000 chỗ ngồi, ban đầu không tốt vì công ty Trung Quốc đã rất chậm tiến độ công việc và bốn năm sau khi bắt đầu công việc hoàn thành và phải làm việc với tỷ lệ 25%, nhưng chỉ sau chuyến thăm của Bộ trưởng Bộ Thanh niên và Thể thao đến sân vận động để kiểm tra các công trình yêu cầu nâng tốc độ làm việc để dẫn độ ông Năm 2015 nhưng một lần nữa bị gián đoạn hoạt động do không thanh toán tiền cho công ty Trung Quốc, vào ngày 19 tháng 6 năm 2016 đã bắt đầu quá trình nâng trần của sân vận động khi biết rằng cấu trúc đã sẵn sàng từ nhiều tháng trước và bị trì hoãn và trì hoãn vì công trình hoàn chỉnh của anh ấy và khi Cúp bóng đá châu Phi 2017 đến gần và điều hành Algérie để tổ chức Algérie cho biết sân vận động sẽ sẵn sàng vào cuối năm 2016, nhưng sau khi Algérie mất đi vinh dự tổ chức Cúp châu Phi đã khiến công việc bị trì hoãn trở lại và đạt được sự chiếm lĩnh ở S tháng 11 năm 2016 70%. Đối với khán đài đã hoàn thành 95%, Bộ trưởng tuyên bố sân vận động sẽ được giao vào tháng 11 năm 2017. Vào ngày 29 tháng 3, giai đoạn đầu tiên bao phủ sân đã hoàn thành, phụ trách đầu tiên của ngành có thể thấy rằng các công việc nội bộ liên quan đến phòng thay đồ và khu VIP đã tiến triển tốt. Vào ngày 20 tháng 10 và trong một chuyến thăm chính thức tới Thống đốc Algiers Abdelkader Zoukh và Bộ trưởng Thanh niên và Thể thao El Hadi Ould Ali để kiểm tra các công trình trên sân vận động, thống đốc đã chỉ trích rất lớn cho công ty chịu trách nhiệm về thành tích này do sự chậm trễ lớn trong các công trình và sau khi kết thúc chuyến thăm, Bộ trưởng El Hadi Ould Ali nói rằng sân vận động sẽ được giao vào tháng 6 năm 2018.

### Tên của sân vận động
Vào ngày 18 tháng 10 năm 2016, Chủ tịch Liên đoàn bóng đá Algérie, Mohamed Raouraoua cho biết sân vận động Baraki mới, sẽ mang một cái tên muộn và cựu huấn luyện viên cho Fennecs, Abdelhamid Kermali, người đã dẫn dắt đội tuyển quốc gia giành chiến thắng Cúp bóng đá châu Phi 1990. Anh ấy nói Raouraoua trong một cuộc phỏng vấn dài mà anh ấy thực hiện với đài truyền hình Algérie, anh ấy không nhận ra một trong những người đàn ông duy nhất để lại dấu ấn trong lịch sử bóng đá Algérie với tư cách là một cầu thủ hoặc một huấn luyện viên, kể từ khi anh ấy cấp cho Algeria, người duy nhất Tiêu đề chưa từng khiến FAF chọn tên mình để bất tử trong sân vận động này, đây sẽ là một thế giới hình cầu kiệt tác sau khi ra mắt vào năm tới.

## Kết nối giao thông
Nhà nước Algérie đã quyết định xây dựng một trạm đường sắt để vận chuyển hành khách trong khu phố Kourifa Rachid ở El Harrach, rất gần với vị trí của sân vận động Baraki mới, để cho phép người hâm mộ đến sân vận động vào thời điểm của trận đấu, là ga đường sắt Kourifa Rachid, đã hoàn thành liên kết giữa Algiers và Zéralda. Liên kết mới giữa đường cao tốc giữa Ben Aknoun và Dar El Beïda và đường cao tốc khác giữa Baraki và Blida, để tránh tắc nghẽn trên những con đường dẫn đến sân vận động của các trận đấu.